# Epichoristodes pylora
Epichoristodes pylora es una especie de polilla del género Epichoristodes, tribu Archipini, familia Tortricidae. Fue descrita científicamente por Meyrick en 1938.

## Distribución
La especie se distribuye por Zaire.